# Oligota setigera
Oligota setigera – gatunek chrząszczy z rodziny kusakowatych i podrodziny Aleocharinae.
Gatunek ten opisany został w 1976 roku przez S.A. Williamsa.
Chrząszcz o ciele długości 0,95 mm i szerokości 0,4 mm, w obrysie szerokim, jajowatym z silnie zwężonym ku tyłowi odwłokiem. Wierzch ciała jest głównie ciemnorudobrązowy z żółtawym siódmym tergitem odwłoka. Czułki i odnóża są rudobrązowe. Pięcioczłonowe buławki czułków są dobrze wyodrębnione. Na rudobrązowych pokrywach i na szóstym tergicie odwłoka występują V-kształtne guzki. Szczecinki na tergitach odwłoka są długie i tęgie.
Owad endemiczny dla Nowej Zelandii.